# 北島三郎記念館
北島三郎記念館（きたじまさぶろうきねんかん）は、北海道函館市に設けられた北島三郎の記念館。ウイニングホールの建物内にあるが建物老朽化のため館内施設のウイニングホテル及びレストラン・ウイニングとともに2021年8月末で休館となる。

## 概要
北島三郎（本名：大野穣）は誕生から北海道函館西高等学校卒業までを実家のあった上磯郡知内村（現・知内町）にて過ごしていたが、当館は実家から片道約1時間半をかけて毎日通学していた同校から八幡坂を下りたふもとにある。
3フロア構成となっており、1階がエントランスおよびグッズ販売スペース（グッズショップ）、2階には出生から現在にいたるまでの北島の半生とディスコグラフィ（2013年7月現在、全232曲のジャケットを展示）を歴史別に綴った「ヒストリー・ゾーン」、3階には北島の代表曲のひとつである「まつり」の特別公演のフィナーレの臨場感を可能な限り機械で再現する「シアター・ゾーン」と等身大の北島のブロンズ像を設置。北島の魅力をあますところなく満喫できる構成となっている。
1階からエスカレーターを使用して2階に入り、順路に沿って3階のブロンズ像まで専任スタッフが各ブースを懇切丁寧にガイドしてくれるが、場所によっては入館挨拶等、北島本人のアナウンスも流れる仕組みとなっている。
撮影は自由だが、静止画（カメラ/スマートフォン/携帯電話）のみOKで、動画撮影は不可である。
1階のグッズショップで販売される「サブちゃんまんじゅう」「サブちゃんバタークッキー」「サブちゃん今川焼」等、他所では入手できない記念館限定商品も多数あり、グッズショップのみの入場であれば、入場料はかからない。
老朽化による修繕とメンテナンスの目的で、2021年9月1日より当面の間、ウイニングホテルとともに休業している。
2022年9月現在、修繕等のメンテナンスは行われておらず、エントランスや駐車場には雑草が散見される。また、エントランス横にある「北島三郎記念館」のモニュメントも撤去されている。
2023年6月には、ウェブサイト「バーチャル北島三郎記念館」を開設。館内を2日間かけ撮影した上でバーチャル再現し、新たに北島が所有した競走馬・キタサンブラックに関する展示も盛り込まれた。トップページには北島三郎記念館は閉館した旨の記載がなされている。

## 所在地
- 北海道函館市末広町22-11 ウイニングホール 1-3F[注釈 3]

## アクセス
- JR函館駅から徒歩　約20分
- 函館市電　市電函館駅前 - 市電末広町駅　約7分